# Consorzio di bonifica della Romagna Occidentale
Il Consorzio di bonifica della Romagna Occidentale è un ente di diritto pubblico costituito il 1º gennaio 1988. Ha sede a Lugo (RA). Il comprensorio di sua competenza ha una estensione territoriale di km² 1.933,59, pari a circa 195.000 ettari.
Il Consorzio opera in base a quanto previsto dalla vigente legislazione statale (R.D. 13 febbraio 1933, n. 215), nonché dalla più recente legge regionale 2 agosto 1984, n. 42, per assicurare lo scolo delle acque, la difesa del suolo, la tutela delle risorse idriche e naturali, l'irrigazione e la valorizzazione del territorio.

## Storia
Il Consorzio di bonifica della Romagna occidentale è sorto a seguito della riorganizzazione dei consorzi di bonifica presenti sul territorio, con l'accorpamento, voluto dalla Regione Emilia-Romagna, del Consorzio dei bacini montani di Brisighella con quello della Bassa Pianura Ravennatecon sede a Lugo:
- Brisighella - Il 17 agosto 1917 fu istituito il primo consorzio di bonifica montana d'Italia, il «Consorzio dei Bacini Montani in Comune di Brisighella e limitrofi». Aveva sede a Faenza. L'Ente fu incluso nel primo elenco dei consorzi soggetti a trasformazione fondiaria di pubblico interesse (legge 18 maggio 1924, n. 753). Nel 1929 furono delimitati i confini del suo territorio, che comprendeva gli interi bacini dei fiumi Senio e Lamone, con i loro affluenti, a monte della via Emilia. Nel 1933 fu classificato come consorzio di bonifica. Nel secondo dopoguerra l'ente cambiò nome in  «Consorzio di Brisighella - Bonifica Montana del Lamone e del Senio»;
- Lugo - Nel 1930 terminarono i lavori di realizzazione del Canale in destra di Reno. Successivamente il Ministero dei Lavori pubblici dispose lo scioglimento delle quattro congregazioni di scolo preesistenti e l'istituzione di un nuovo istituto consortile denominato «Consorzio di bonifica della bassa pianura ravennate» (R.D. 7 agosto 1931). La sede dell'ente fu fissata a Lugo.

Con la legge regionale del 2 agosto 1984 e successive modifiche ed integrazioni, il 1º gennaio 1988 è stato istituito il Consorzio di Bonifica della Romagna Occidentale (bacini del Santerno-Senio-Lamone-Marzeno e del Canale di Bonifica in destra di Reno), con sede in Lugo, risultante dall'accorpamento dei soppressi Consorzio di Bonifica Bassa Pianura Ravennate, con sede in Lugo e Consorzio di Brisighella - Bonifica Montana del Lamone e del Senio, con sede in Faenza. Sono entrati a far parte dell'ente anche:
- parte del comprensorio del Consorzio della Bonifica Renana (vallata del Santerno);
- il soppresso Consorzio di Bonifica del Bacino dell'Alto Santerno, con sede in Firenzuola (1991).

## Il territorio
La "Romagna Occidentale" è il comprensorio che include i bacini di Sillaro, Santerno (il fiume di Imola), Senio e Lamone (il fiume di Faenza), che scorrono tra il comprensorio imolese e la provincia di Ravenna. Il comprensorio ricade in cinque province: Ravenna (prevalente), Bologna, Forlì-Cesena, Ferrara, Firenze ed in 35 Comuni. Il comprensorio è diviso in due distretti, quello di montagna (120.000 ettari, di cui 70.000 in Emilia-Romagna e 50.000 in Toscana) e quello di pianura (70.000 ettari).
Nel distretto di montagna lo scolo delle acque avviene in maniera naturale. Invece, nelle zone a valle, lo scolo è estremamente ridotto, essendo appena un metro per chilometro. A ciò si aggiunge che il piano di campagna è più basso in alcune aree interne che non vicino alla costa, raggiungendo -1 metri sul livello del mare. Senza il lavoro dell'uomo l'area pianeggiante sarebbe a rischio continuo di esondazione dei fiumi.

Non a caso tutta l'area attorno al corso del Po di Primaro faceva un tempo parte dell'antica Valle Padusa. I fiumi che attraversano la Bassa Romagna, anticamente, non sfociavano in mare ma spagliavano negli acquitrini della Padusa.

È stata l'azione dell'uomo, paziente e continuativa, a prosciugare la valle e a indirizzare il corso dei fiumi, facendone degli affluenti del Reno.
Se il torrente Sillaro ed i fiumi Santerno, Senio e Lamone hanno oggi uno sbocco al mare (i primi tre attraverso il Reno), ciò si deve al lavoro dell'uomo.

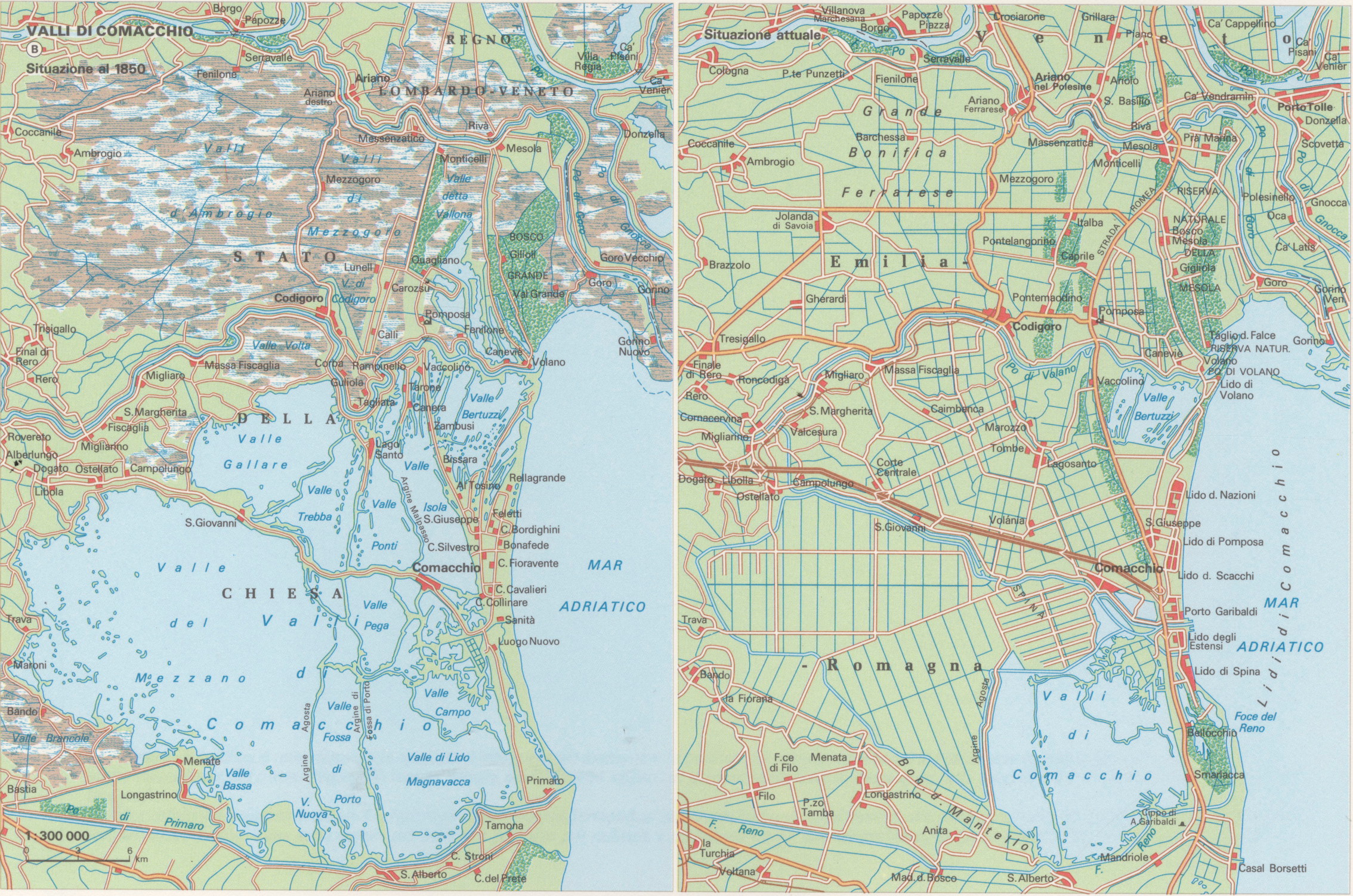
Le valli di Comacchio nel 1850 e nel 1990

Gli oltre mille canali di scolo delle acque piovane che attraversano il territorio sono tutti opere artificiali. Il principale di questi è il Canale di bonifica in destra di Reno, che il consorzio ha portato a compimento negli anni sessanta del XX secolo. Il canale artificiale raccoglie tutte le acque "basse": scorrono 3-4 metri più in basso rispetto al Reno, che scorre su un alveo pensile. Il canale artificiale termina la propria corsa dopo 36 km gettandosi nel mare Adriatico utilizzando l'antica foce del Lamone. Il canale in destra di Reno è il più grande collettore italiano di bonifica a scolo naturale.
La rete di canali artificiali di pertinenza del Consorzio sviluppa nell'insieme una lunghezza di circa 1.000 km; ben 15 impianti idrovori e 3 casse d'espansione sono sistemati nei punti critici. 

Senza il lavoro di manutenzione del Consorzio, il territorio avrebbe una sicura regressione alle condizioni primordiali.

## L'attività

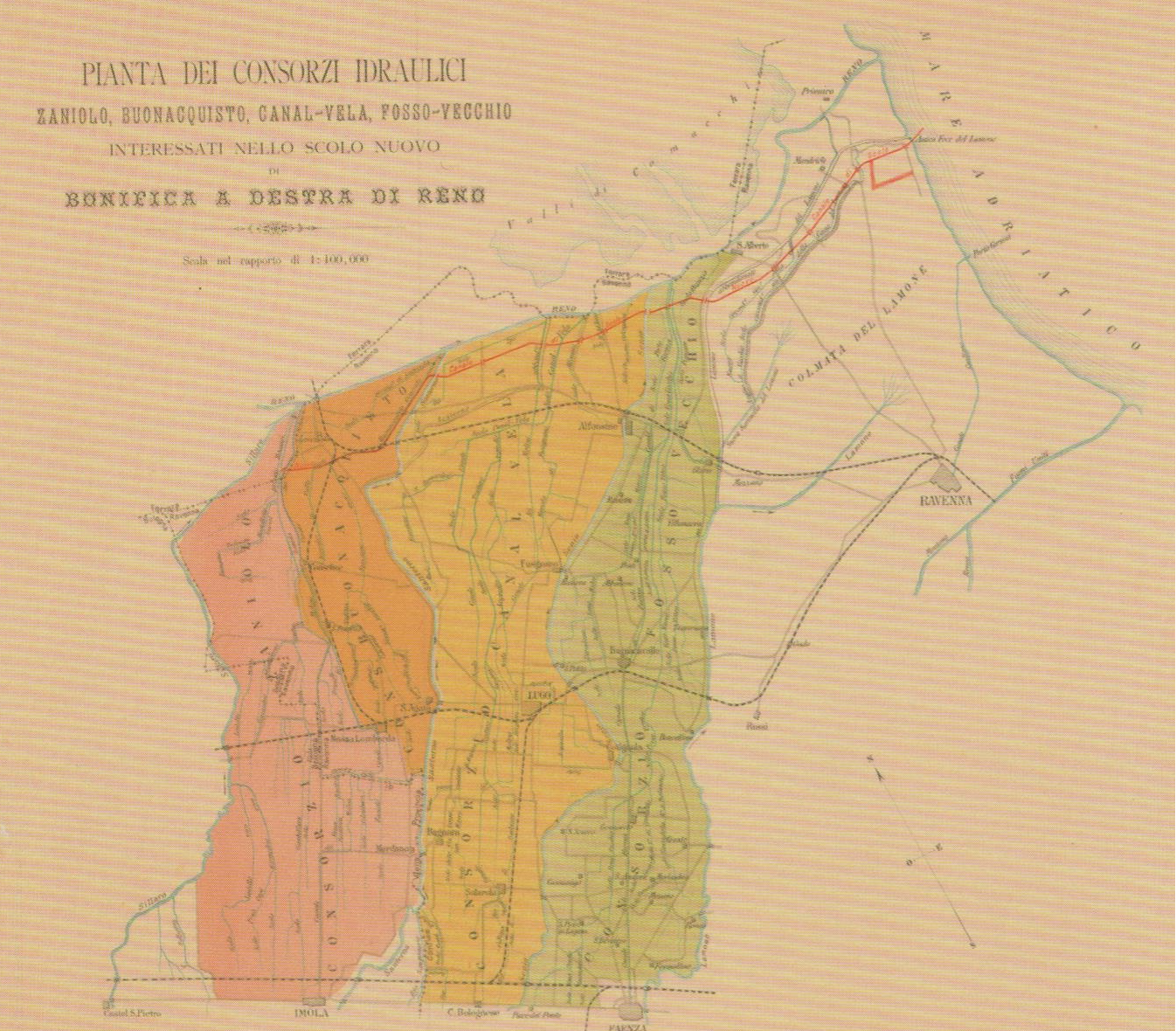
Pianta dei consorzi idraulici che assicurano il deflusso delle acque fluviali nello scolo nuovo di bonifica in destra di Reno (oggi "comparti idraulici").

Il Consorzio svolge le seguenti attività:
- Bonifica montana, che comporta lavori di sistemazione idraulica riguardanti l'agricoltura ed il patrimonio boschivo. Per il distretto montano il Consorzio ha la propria sede a Faenza ed un ufficio distaccato a Firenzuola (nel cui territorio sorge il Santerno).
- Bonifica idraulica di pianura, cioè manutenzione delle opere di bonifica ai fini della loro piena fruibilità.
- Gestione del sistema di scolo delle acque del distretto di pianura della Romagna occidentale, che è articolato in tre comparti idraulici: "Zaniolo-Buonacquisto", "Canal Vela", "Fosso Vecchio".
- Irrigazione dei terreni, soprattutto attraverso il Canale Emiliano Romagnolo, che scorre circa 15 km a nord della Via Emilia. Il Consorzio controlla il distretto di pianura direttamente dalla sede centrale di Lugo.
- Polizia idraulica, cioè vigilanza contro atti di vandalismo o furti o altri reati che potrebbero essere commessi a danno delle opere che ha in gestione.

Nel 2017, anno di persistente siccità (le piogge sono diminuite di un terzo), si è registrato il massimo sforzo nell'assicurare l'irrigazione dei terreni: il Consorzio ha prelevato 285 milioni di metri cubi di acqua dal Canale Emiliano Romagnolo.
Dal 2021 il presidente del Consorzio è Antonio Vincenzi, faentino.